# Солы (Сморгонский район)
Со́лы (бел. Со́лы) — агрогородок в Беларуси, на реке Ошмянка, центр Сольского сельсовета Сморгонского района Гродненской области. Железнодорожная станция на линии Молодечно — Вильнюс. Расположен в 15 километрах западнее Сморгони, в 140 километрах северо-западнее Минска, на т.н. «Чёрном тракте». По результатам переписи 2019 года население составляло 1340 человека.

## История
Впервые Солы упоминаются в XVI века как село Виленского воеводства, находилось в шляхетской собственности. Католический приход в Солах основан в 1589 году. Тогда же был построен первый деревянный костёл на средства гетмана Христофора Радзивилла. Храм уничтожался во время русско-польской войны 1654—1667 годов и во время наполеоновского нашествия, но каждый раз отстраивался заново.
В результате третьего раздела Речи Посполитой (1795) Солы оказались в составе Российской империи, где стали центром волости Ошмянского уезда Виленской губернии. В 1870 году открылось народное училище, в 1873 году открылась ж/д станция на Либаво-Роменской железной дороге.
В 1876 году имение в Солах приобрел А. С. Иванов. В 1886 году в Солах действовали волостная управа, костёл, синагога, 5 магазинов, трактир, винокуренный завод (в 4 км от поселка).
В 1920 году вошло в Срединную Литву, куда кроме Сол были включены Вильно, Троки, Ошмяны и Сморгонь.
В конце Первой мировой войны, 4 декабря 1917 года, в Солах представители 2-й, 3-й и 10-й армий во главе с рядовым Солигаличского полка 81-й пехотной дивизии большевиком С. Е. Щукиным подписали перемирие с немцами. Боевые действия на протяжении всего фронта от Видзов до Припяти с 5 декабря были остановлены на два месяца. Спустя 10 дней — 15 декабря — перемирие подписали уже в Брест-Литовске, придав соглашению более широкий статус.
Согласно Рижскому мирному договору (1921) Солы оказались в составе межвоенной Польши, где стали центром гмины Ошмянского повета Виленского воеводства. В 1926—1934 годах, когда район находился в составе межвоенной Польши на месте старого деревянного храма было возведено современное каменное здание храма Девы Марии Розария. Строительство шло на средства прихожан, всего было затрачено 540 тысяч злотых.
В 1939 году Солы вошли в БССР, где 12 октября 1940 стали центром сельсовета Сморгонского района.

## Достопримечательности
- костёл Девы Марии Розария.